# Donetsk oblast
Donetsk oblast är ett oblast (region) i östra Ukraina med en yta på 26 517 km² och en befolkning på 4 622 900 invånare (år 2006). Huvudort är Donetsk. Andra större städer är Slovjansk, Horlivka, Kramatorsk, Makijivka, Mariupol, Jenakijeve och Krasnoarmijsk.
Våren 2014 etablerades den proryska utbrytarrepubliken Folkrepubliken Donetsk på större delen av oblastets territorium, inklusive i Donetsk som är republikens huvudstad. 13 juni gav president Petro Porosjenko anvisningar att tills vidare låta Mariupol (som några dagar tidigare åter kommit under central ukrainsk kontroll) sköta oblastets centrala administration. Under sommaren 2014 har Ukrainas väpnade styrkor återtagit kontrollen över delar av oblastet, men strider pågår runt Donetsk, Horlivka och flera andra större städer under 2015.

## Geografi och historia
Oblastet gränsar i sydöst till Ryssland och i söder till Azovska sjön. I norr flyter floden Siverskyj Donets från väster till öster genom oblastet. Stora delar av det skogklädda området runt floden är sedan 1997 skyddat, genom inrättandet av nationalparken Svjati Hory.
Under den stora svälten 1932-33 som utbrutit på grund av Stalins första femårsplan hörde nuvarande Donetsk oblast till de hårdast drabbade områdena i östra delen av Ukrainska SSR. Då stora delar av östra Ukraina tömts på sin befolkning på grund av svälten fyllde många inflyttade etniska ryssar tomrummet i regionen efter svältkatastrofen.
Donetsk oblast upprättades formellt den 3 juni 1938, ur delar av det forna guvernementet Jekaterinoslav och Donkosackernas land. Under den sovjetiska tiden blev oblastet en del av det industritäta Donetsbäckenet (Donbass), vilket ledde till ytterligare inflyttning av etniska ryssar.
När Ukraina blev självständigt 1991 ingick oblastet i den nya statsbildningen.

### Separatism och utbrytarrepublik 2014
Våren 2014, i samband med att Euromajdan ledde till nytt styre i Ukraina, inleddes proryska protester i delar av södra och östra Ukraina mot både det nya styret och för ett ökat självstyre. Efter att Krim under mars månad utropat sig självständigt och därefter annekterats av Ryska federationen tilltog de proryska protesterna i främst de östliga oblasten Donetsk och Luhansk. Under april etablerades i de båda oblasten proryska utbrytarrepubliker som i stor utsträckning ersatte den civila oblastadministrationen – Folkrepubliken Donetsk (FrD) och Folkrepubliken Lugansk (FrL). De nya och ensidigt utlysta republikerna har inte lyckats etablera full kontroll över sina territorier och är sedan april 2014 inblandade i strider mot ukrainska säkerhetsstyrkor och Ukrainas armé som vill återföra regionerna under nationell kontroll.
I slutet av juni 2014 behärskade folkrepublikerna cirka hälften av de respektive oblastens territorium, medan Ukraina kontrollerade resten. I början av juli månad återtog Ukrainas militär kontrollen över hela den nordliga tredjedelen av Donetsk oblast, och i början av augusti behärskade FrD bara större delen av stadsregionen i och öster om Donetsk. Sedan tidigare hade Ukraina återtagit kontrollen över områdena i väster och söder.

## Befolkning

### Översikt
Donetsk är en av de mest rysktalande regionerna i Ukraina, och i folkräkningen 2001 uppgav endast 24,1 procent av befolkningen att man hade ukrainska som modersmål.
Enligt 2001 års folkräkning befolkades oblastet av mer än 130 etniska grupper. De etniska ukrainarna var då 56,9 av befolkningen (2 744 100 personer), medan de etniska ryssarna var 38,2 procent av befolkningen (1 844 400 personer). 74,9 procent av befolkningen i regionen ansåg att ryska var deras huvudsakliga språk – inklusive 58,7 procent av de etniska ukrainarna.

### Etniciteter och språk (2001)

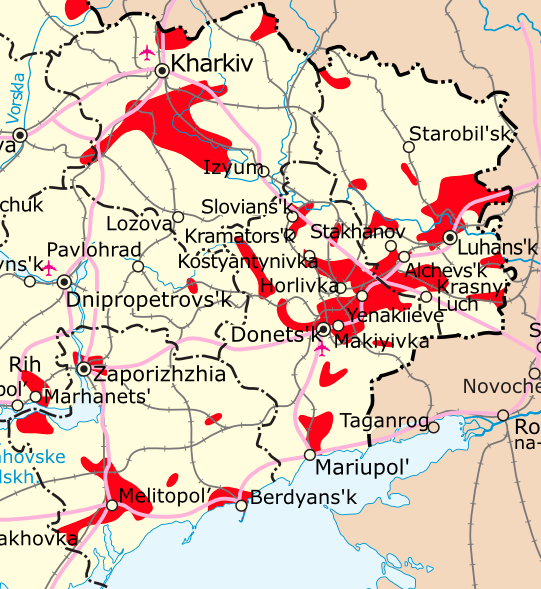
Områden i östra Ukraina som 1994 hade en betydande del etniska ryssar (rött). Orterna på kartan har stavning på engelska.

De båda oblasten Donetsk och Luhansk är sommaren 2014 delvis ockuperade/militärt kontrollerade av de två utbrytarrepublikerna Folkrepubliken Donetsk och Folkrepubliken Lugansk. Rött – kontrollerat av FR Donetsk; rosalila – kontrollerat av FR Lugansk; gult – tidigare kontrollerat av utbrytarrepublikerna.

| Stad           | Invånare  | Etniska ukrainare | Varav ukrainsk- talande | Varav rysk- talande | Etniska ryssar |
| -------------- | --------- | ----------------- | ----------------------- | ------------------- | -------------- |
| Avdijivka      | 37 237    | 63,5 %            | 12,0 %                  | 51,5 %              | 33,7 %         |
| Bachmut        | 113 785   | 69,4 %            | 34,1 %                  | 35,2 %              | 27,5 %         |
| Chartsyzk      | 113 685   | 52,4 %            | 15,5 %                  | 36,8 %              | 44,1 %         |
| Debaltseve     | 53 412    | 64,4 %            | 20,9 %                  | 43,4 %              | 32,6 %         |
| Dobropillja    | 72 817    | 71,3 %            | 38,3 %                  | 33,0 %              | 25,9 %         |
| Dokutchajivsk  | 25 024    | 66,6 %            | 27,2 %                  | 39,4 %              | 28,2 %         |
| Donetsk        | 1 024 678 | 46,7 %            | 10,8 %                  | 35,9 %              | 48,2 %         |
| Druzjkivka     | 75 006    | 64,4 %            | 34,4 %                  | 30,0 %              | 32,2 %         |
| Dzerzjynsk     | 86 281    | 61,4 %            | 20,9 %                  | 40,7 %              | 36,1 %         |
| Horlivka       | 312 284   | 51,4 %            | 14,6%                   | 36,8 %              | 44,8 %         |
| Jasynuvata     | 36 903    | 68,9 %            | 26,7 %                  | 42,2 %              | 28,7 %         |
| Jenakijeve     | 162 778   | 45,3 %            | 13,2 %                  | 32,1 %              | 51,4 %         |
| Kirovske       | 31 041    | 54,2 %            | 16,4 %                  | 37,8 %              | 41,6 %         |
| Kostiantynivka | 94 886    | 59,3 %            | 20,4 %                  | 38,9 %              | 37,7 %         |
| Kramatorsk     | 215 729   | 70,2 %            | 35,0 %                  | 35,2 %              | 26,9 %         |
| Krasnoarmijsk  | 82 830    | 75,0 %            | 36,4 %                  | 38,6 %              | 22,1 %         |
| Lyman          | 28 996    | 84,4 %            | 69,3 %                  | 15,1 %              | 13,8 %         |
| Makijivka      | 431 023   | 45,0 %            | 12,0 %                  | 33,0 %              | 50,8 %         |
| Mariupol       | 510 835   | 48,7 %            | 09,5 %                  | 39,2 %              | 44,4 %         |
| Myrnohrad      | 56 702    | 64,2 %            | 25,2 %                  | 38,9 %              | 31,3 %         |
| Novohrodivka   | 17 559    | 61,8 %            | 28,9 %                  | 32,9 %              | 33,9 %         |
| Selydove       | 62 819    | 59,3 %            | 25,3 %                  | 34,0 %              | 36,7 %         |
| Sjachtarsk     | 72 711    | 57,7 %            | 21,6 %                  | 36,0 %              | 37,7 %         |
| Slovjansk      | 142 873   | 73,1 %            | 42,9 %                  | 30,2 %              | 23,6 %         |
| Snizjne        | 83 046    | 51,3 %            | 14,8 %                  | 36,4 %              | 45,1 %         |
| Torez          | 96 026    | 50,8 %            | 15,3 %                  | 35,5 %              | 45,1 %         |
| Vuhledar       | 17 518    | 63,1 %            | 27,3 %                  | 35,8 %              | 33,1 %         |
| Zjdanivka      | 14 375    | 48,3 %            | 11,2 %                  | 37,1 %              | 47,4 %         |

Källa: 

## Bildgalleri

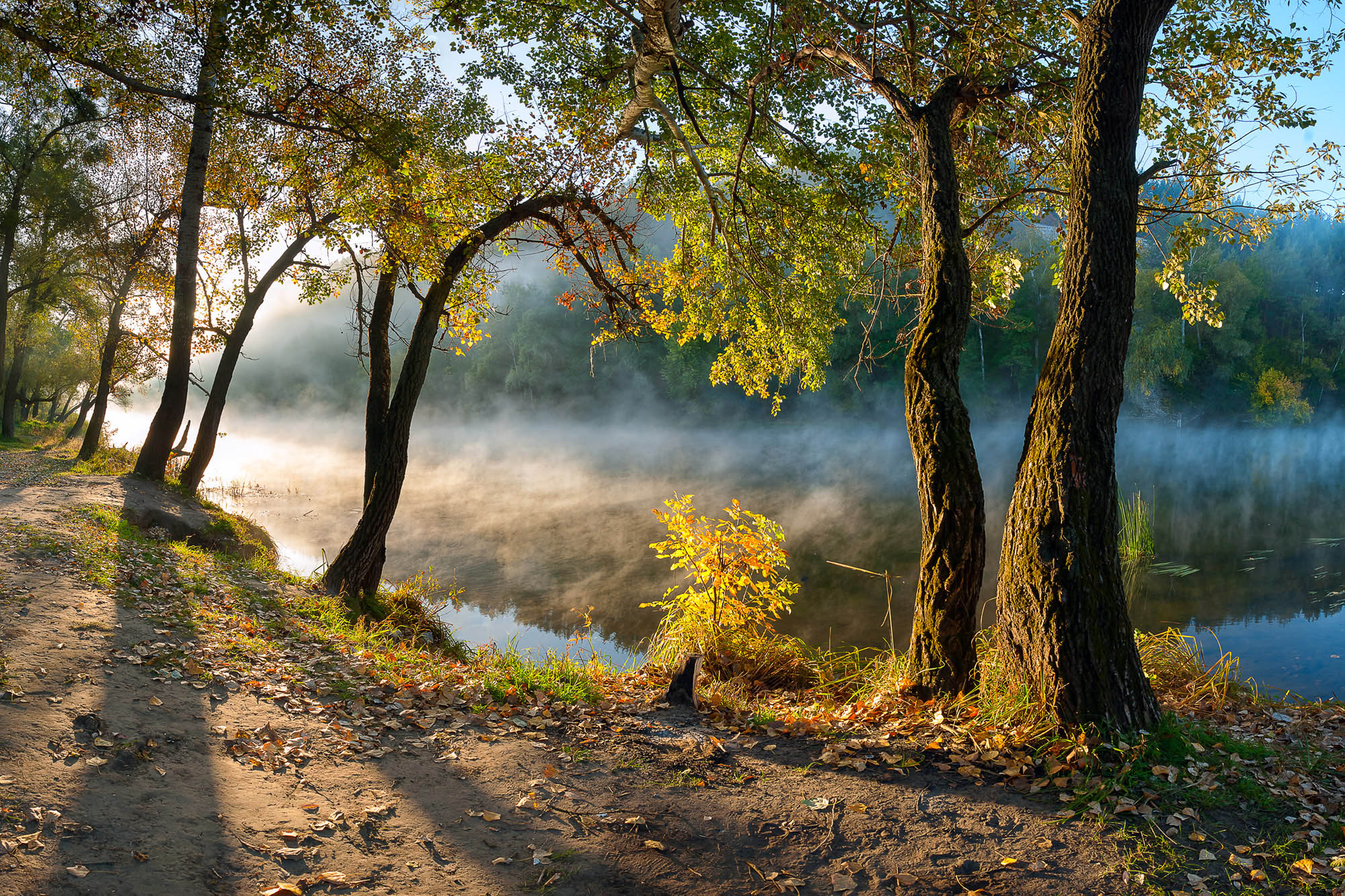
Nationalparken Svjati Hory (ryska: Svjatyje gory) ligger i norr.
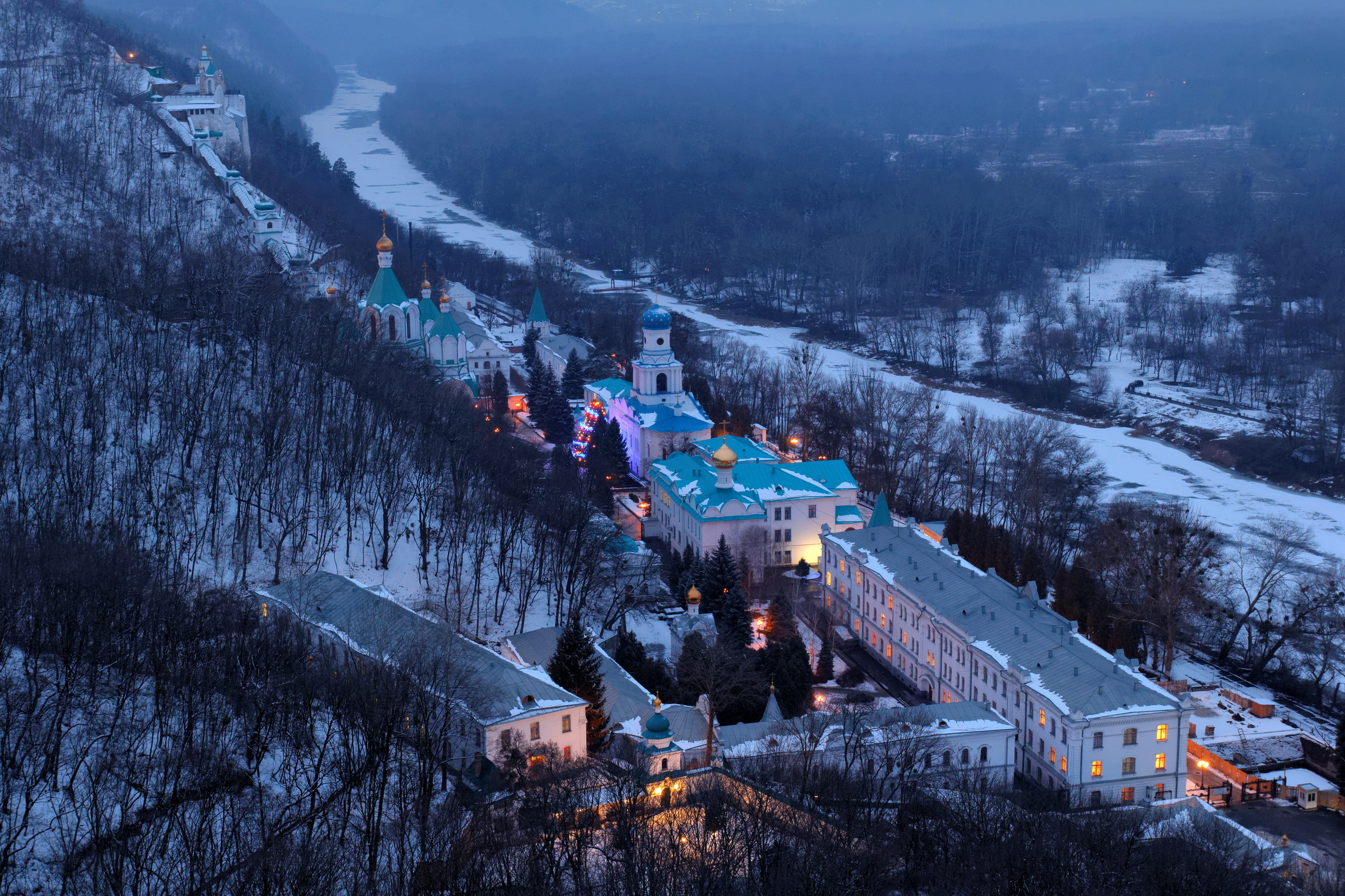
"Grottklostret" i Svjatohirsk.
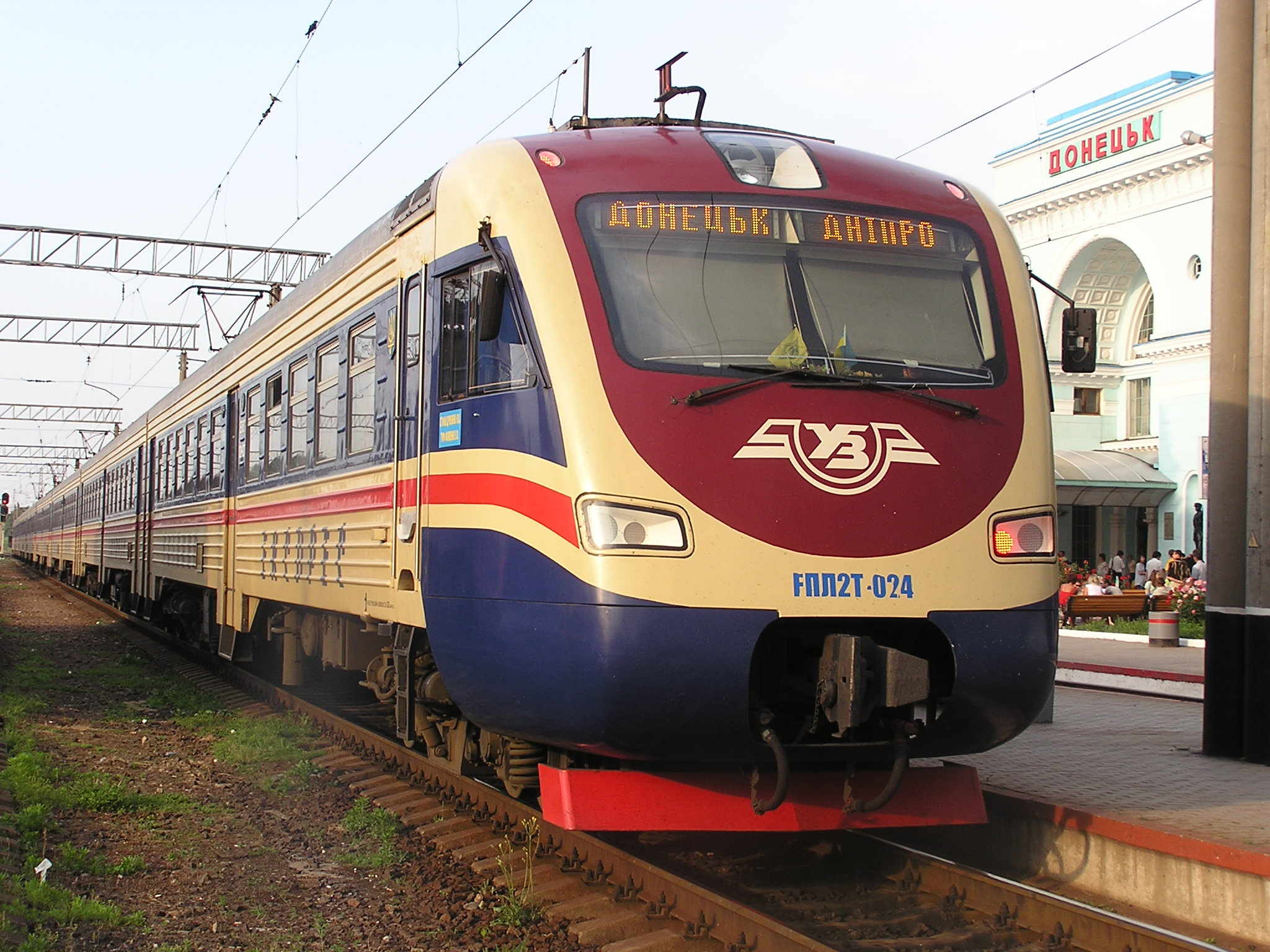
Lok på järnvägsstationen i Donetsk.